# Любимец
Любимец (болг. Любимец) — город в Болгарии. Находится в Хасковской области, входит в общину Любимец. Население составляет 7207 человек (2022).

## Политическая ситуация
Кмет (мэр) общины Любимец — Янко Борисов Кючуков (коалиция трёх партий: Болгарская социалистическая партия (БСП), Политическое движение социал-демократов, политический клуб «Фракия») по результатам выборов в правление общины.